# Tlmače
Tlmače é uma cidade da Eslováquia, situada no distrito de Levice, na região de Nitra. Tem 4,64 km² de área e sua população em 2018 foi estimada em 3.536 habitantes.

## Demografia
| Ano:        | 1994 | 2004    | 2014    | 2024   |
| ----------- | ---- | ------- | ------- | ------ |
| Broj ljudi: | 5440 | 4226    | 3712    | 3507   |
| Razlika:    |      | -22,31% | -12,16% | -5,52% |

| Ano:               | 2023 | 2024   |
| ------------------ | ---- | ------ |
| Número de pessoas: | 3542 | 3507   |
| Diferença:         |      | -0,98% |